# Leucocoryne alliacea
Leucocoryne alliacea — вид квіткових рослин родини амарилісові (Amaryllidaceae).

## Поширення
Вид поширений у гірських регіонах Чилі. Росте на кам'янистих ґрунтах.

## Опис
Багаторічна рослина заввишки до 30 см. Листя довге, вузьке. Квіти білі або блідо-рожеві.